# Karpackie
Karpackie, Hnyła (ukr. Карпатське, Karpatśke) – wieś na Ukrainie, w obwodzie lwowskim, w rejonie samborskim (wcześniej w rejonie turczańskim). Miejscowość liczy około 1190 mieszkańców. 
Położona jest nad potokiem Hnyła. 
Pierwsze wzmianki o wsi pochodzą z 1520 roku.
W 1921 roku wieś liczyła około 986 mieszkańców. Przed II wojną światową w granicach Polski, wchodziła w skład powiatu turczańskiego. W okresie międzywojennym w miejscowości stacjonowała placówka Straży Granicznej I linii „Hnyła”.
W czasie okupacji niemieckiej ukraiński mieszkaniec wsi Hryhorij Soroka ukrywał Żydów, za co w 2017 roku Instytut Jad Waszem uhonorował go tytułem Sprawiedliwego wśród Narodów Świata.
W 1969 roku zmieniono nazwę z Hnyła na Karpackie.

## Linki zewnętrzne

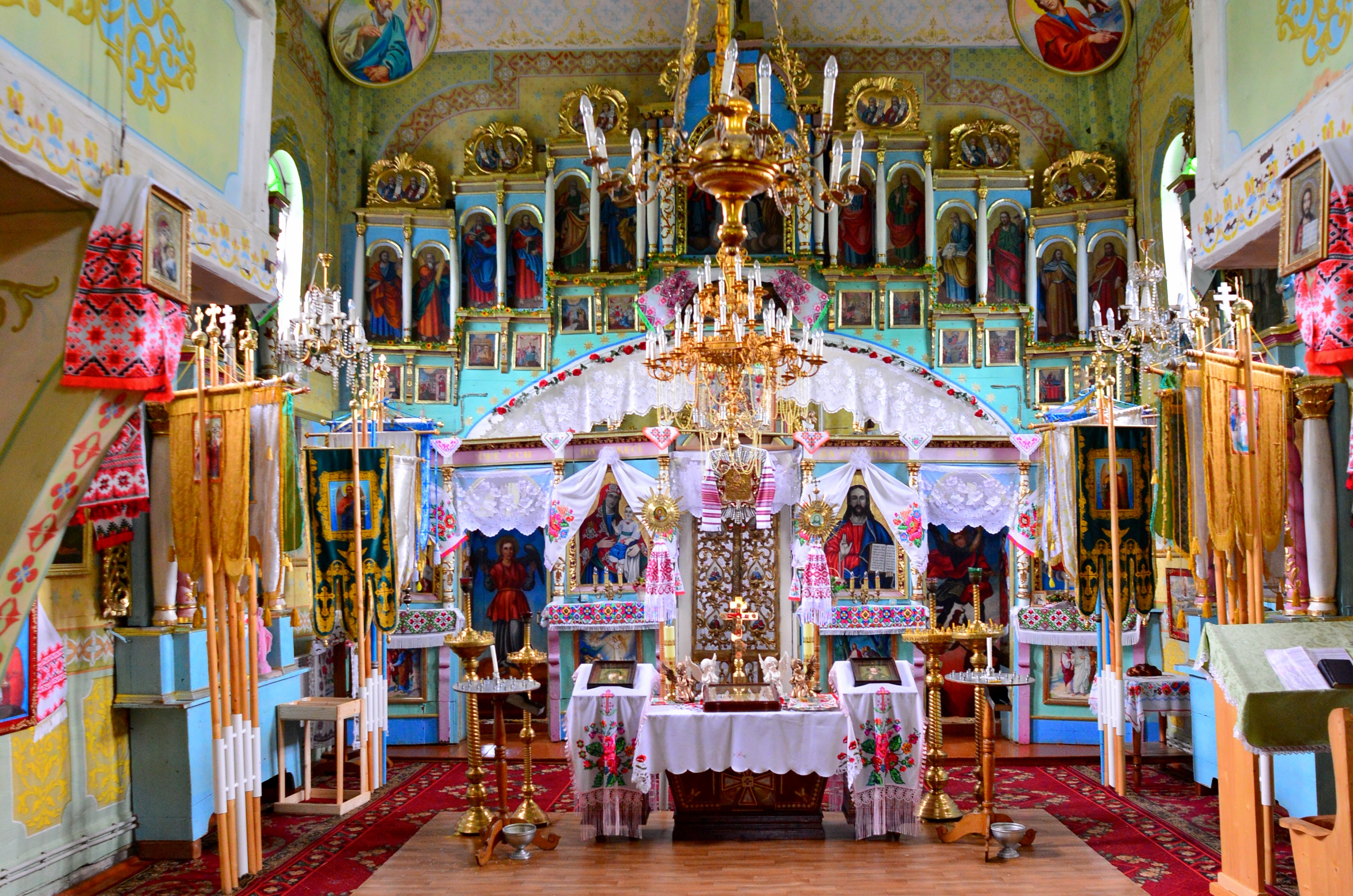
Cerkiew św. Michała Archanioła w Karpackiem